# Guoli (köping i Kina, lat 35,22, long 116,82)
Guoli (kinesiska: 郭里镇, 郭里) är en köping i Kina. Den ligger i provinsen Shandong, i den östra delen av landet, omkring 160 kilometer söder om provinshuvudstaden Jinan. Antalet invånare är 42555. Befolkningen består av 20 416 kvinnor och 22 139 män. Barn under 15 år utgör 15,0 %, vuxna 15-64 år 72 %, och äldre över 65 år 11,0 %.
Genomsnittlig årsnederbörd är 904 millimeter. Den regnigaste månaden är juli, med i genomsnitt 228 mm nederbörd, och den torraste är januari, med 6 mm nederbörd.